# Hardball (film)
Hardball è un film statunitense del 2001 diretto da Brian Robbins, basato sul libro Hardball: A Season in the Projects di Daniel Coyle.

## Trama
Conor O'Neill è un giocatore d'azzardo che ha scommesso usando il conto del padre defunto. Per poter pagare i debiti di gioco, è costretto ad allenare una squadra di baseball per ragazzi in difficoltà in un progetto di accoglimento nella città di Chicago. Decide quindi che lascerà il suo posto di allenatore una volta ripianati i debiti, ma presto Conor si affezionerà ai ragazzi e lasciare la squadra sarà molto più difficile di quello che pensava.

## Produzione
- Il budget per la produzione è stato di circa 21 milioni di dollari.
- Il film è anche conosciuto in alcune parti degli Stati Uniti come "Little Sluggers".
- Due giocatori della squadra di O'Neill si chiamano Jamal e Andre. Keanu Reeves (O'Neill) interpretò nel 2000 (un anno prima di hardball) un quarterback nel film di football Le riserve (The replacements) e i suoi due principali giocatori si chiamano nello stesso modo.
- Il campionato non ha luogo al Comiskey Park o al Wrigley Field, ma allo Stadio Tiger di Detroit.
- Il film è stato girato nella ABLA Homes di Chicago.
- Sammy Sosa appare in un cameo nel film.
- Tutti i nomi delle squadre della lega sono presi da tribù africane.
- Diane Lane e D.B. Sweeney hanno già recitato insieme nella miniserie televisiva Colomba solitaria (Lonesome Dove).

## Colonna sonora del film
La colonna sonora contiene brani hip hop e R&B ed è stata pubblicata nel settembre 2001. Raggiunse il 55º posto nella classifica statunitense Billboard 200 ed il 34° nella Top R&B/Hip-Hop Albums.

## Distribuzione
Il film è uscito il 14 settembre 2001, superando il botteghino nel fine settimana successivo agli attacchi dell'11 settembre. In Italia il film uscì il'8 marzo 2002.

## Critica
Il film ha ricevuto alcune nomination durante l'edizione dei Razzie Awards 2001 una nomination come Peggior attore per Keanu Reeves.

### Controversie
Il film è basato su un romanzo tratto dalla vera storia di Robert Muzikowski, un giovane allenatore di baseball. Muzikowski citò la Paramount Pictures per diffamazione, adducendo che il film lo ritrae inverosimilmente come uno sfortunato scommettitore che allena la squadra solo per ripagare il debito. Infatti, Muzikowski allenò volontariamente la squadra per il bene della comunità di cui era membro, non perché era un giocatore incallito. Muzikowski non vinse la sua causa contro la produzione.